# Алцынхутинское сельское муниципальное образование
Алцынхути́нское се́льское муниципа́льное образова́ние — сельское поселение в Кетченеровском районе Калмыкии.
Административный центр — посёлок Алцынхута.

## География
СМО расположено в южной части Кетченеровского района в пределах Прикаспийской низменности.
Граничит на западе с Шаттинским и Ергенинским СМО, на севере — с Чкаловским СМО, на востоке — с Сарпинским СМО Кетченеровского района, на юге — с Чилгирским СМО Яшкульского района.

## Население
| 2002 | 2010 | 2011 | 2012 | 2013 | 2014 | 2015 |
| ---- | ---- | ---- | ---- | ---- | ---- | ---- |
| 902  | ↘892 | ↘889 | ↘840 | ↘810 | ↘809 | ↘798 |
| 2016 | 2017 | 2018 | 2019 | 2020 | 2021 |      |
| ↗818 | ↗827 | ↘792 | ↘787 | ↘785 | ↘721 |      |

## Состав сельского поселения
| № | Населённый пункт | Тип населённого пункта          | Население |
| - | ---------------- | ------------------------------- | --------- |
| 1 | Алцынхута        | посёлок, административный центр | ↘741      |
| 2 | Новый            | посёлок                         | ↗66       |
| 3 | Цегрг            | посёлок                         | ↘33       |